# Teatro Estudio Lebrijano

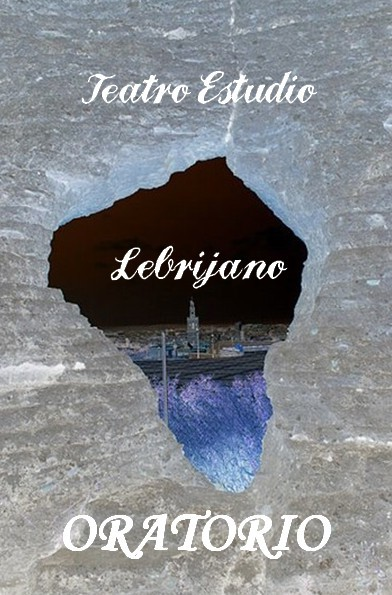
Oratorio, Teatro Estudio Lebrijano (slide-mix, 2013).

Teatro Estudio Lebrijano fue un grupo español de teatro independiente fundado en 1966, que desarrolló su actividad en España y Europa en los últimos años del franquismo. La muerte de su director, Juan Bernabé, en 1971, truncó la continuidad del colectivo. A pesar de su breve vida, el Teatro Estudio Lebrijano "ha sido considerado como uno de los máximos exponentes del teatro popular y campesino del siglo XX en España".

## Trayectoria
En 1966, Juan Bernabé, lebrijano nacido en 1948, hijo de un modesto comerciante de esa localidad sevillana, creó uno de los primeros grupos independientes andaluces (siguiendo el enunciado de una escuela de teatro madrileña, el Teatro Estudio de Madrid). Bernabé dirigió, entre otros montajes, un conjunto de obras de autores españoles y extranjeros partidarios de un teatro renovador, experimental y, en algunos ejemplos, comprometido ( El juego de las hormigas rojas de Alfonso Jiménez Romero, El cepillo de dientes de Jorge Díaz, Los sedientos de Jerónimo López Mozo). Otros directores fueron Manolo Bellido y Antonio Torres.
En 1969, el T.E.L., asesorado por José Monleón, puso en escena la obra Oratorio, también de Jiménez Romero, llevándola en gira por el circuito andaluz, el Festival de Palma y, poco después, a la edición de 1970 del Festival de Teatro de Nancy. Oratorio, que ya había resuelto la batalla internacional, ganó el reconocimiento nacional en el Segundo Festival Internacional de Teatro de Madrid (1971). Este tour de force del teatro popular de honda raíz andaluza, representado por el Teatro Estudio Lebrijano, preparó el terreno al grupo La Cuadra de Sevilla y, en cierto modo, anticipó el éxito del su espectáculo Quejío, triunfador al año siguiente en La Sorbona y Nancy. Nadie podía prever que Juan Bernabé, a su regreso de una estancia de estudios en Roma, falleciese víctima de un derrame cerebral.
Tras la muerte de Bernabé, el Teatro Estudio Lebrijano acabó fundiéndose con otro grupo, "El algabeño", y disolviéndose dos años después.
En 1978, se recuperó el viejo local del T.E.L., que más tarde fue llamado Teatro Municipal Juan Benabé, y  para el que se creó una semana de teatro en memoria del fundador del grupo.